# Вайсберг, Матвей Семёнович
Матвей Семёнович Вайсберг (род. 28 декабря 1958, Киев) – украинский живописец, график, книжный иллюстратор.

## Биография
Сын шахматиста Семёна Вайсберга и искусствоведа Шеллы Гарцман, внук поэта Матвея Гарцмана. Его бабушка по отцу — семикратная чемпионка Украины по шахматам Берта Вайсберг. 
Закончил РХСШ им.Т.Г.Шевченко (1977) и Украинский полиграфический институт им. Ивана Фёдорова (1985). С 1988 участвовал в коллективных выставках, первая персональная экспозиция состоялась в 1990 в Киеве (Музей истории Подола). На настоящий момент состоялись более 50-персональных  и групповых выставок, в том числе в Национальном музее украинского искусства (1987, 2011,2019), Киевском музее русского искусства, Музее современного искусства (Одесса), Черкасском художественном музее,  Музее Берлинской стены (Берлин), Украинском институте Америки (Нью-Йорк), Европейском доме (Лондон), Сейме республики Польша, Национальном музее Грузии. Министерстве юстиции Нидерландов (2022)

## Творчество
Глубоко пережил творчество Жоржа Руо, Хаима Сутина, Франсиско Гойи и др. Вместе с критиком Андреем Мокроусовым и др. развил концепцию художественного арьергарда, который и представляет в своём творчестве. Чуждый миметичности, вместе с тем никогда не был близок к абстракционизму. Не осознавая себя религиозным художником и верующим человеком, постоянно обращается к библейской тематике (Дни творения, 2000, Книга Иова, Сцены из Танаха). В 2014 году неожиданно для себя обратился к событиям современным, произошедшим в Киеве в 2013-14 гг., создал цикл под названием "Стена". После начала полномасштабного вторжения россии в Украину в феврале 2022 года создал цикл из почти сотни графических листов "Дорожній щоденник" и несколько живописных серий: "Тонка червона лінія", "Караван" и др. 
В мае 2023 года вместе с кураторами Розой Тапановой и Олегом Сосновым, и художниками Виталием Кравцом и Владимиром Якухно в историко-мемориальном заповеднике "Бабий Яр" создал три монументальных панно общей площадью около 120 квадратных метров.

### Живописные циклы
Автор живописных циклов "Семь дней" (1998-99) , "Иудейская пустыня" (2001), "Антропный принцип" (2004-2008) , "Пляски" (2006-2009), "Сцены из ТаНаХа" (2006), "Pur Vital" (2006), "Тридвадва" (2009), "Стена" (по гравюрам Ганса Гольбейна-мл. к Ветхому Завету, 2012) , "Небеса безмолвствуют" (2008-)  и др.
С 28.01.2014 по 08.03.2014 создал живописный цикл "Стена", который основывается на событиях, произошедших в Киеве на Майдане независимости, свидетелем и участником которых был автор. "Стена" состоит из 28 работ, каждая размером 45х60 см, которые экспонируется единым блоком - стеной. На настоящее время выставлялась в Киеве, Лондоне, некоторые элементы - в Берлине, Нью-Йорке, Лос-Анджелесе, в будущем предполагаются выставки в других городах США, Италии, Украины. 5-го марта 2015 года выставка "Стена" открылась в Сейме Республики Польша в Варшаве. C 12.02.2016 по 05.03.2016 выставка, включающая серию "Стена" экспонировалась в Национальном музее Грузии [19]. В октябре 2022 года в Министерстве юстиции Нидерландов состоялась выставка "Дорожній щоденник" 
Иллюстрировал книги Шолом-Алейхема, Э. Багрицкого, И. Бабеля, Г. Кановича, Х. Ортеги-и-Гассета, К. Г. Юнга, С. Кьеркегора, Достоевского, Йозефа Рота.

## Работы в музеях и галереях
Живопись и графика М.Вайсберга хранится в музеях Киева, Вильнюса, Чикаго, Берлина и др., в собраниях частных коллекционеров многих стран мира.
В 2014 г., музей Магнес (Беркли, Калифорния) приобрёл 12 работ Матвея Вайсберга, включая портреты известных еврейских поэтов и писателей. На 4 портретах изображены еврейские поэты, писавшие на языке идиш, которые были расстреляны органами НКВД в 1952 г. по делу Еврейского антифашистского комитета (ЕАК): Ицик Фефер (1900-1952), Лейб Квитко (1890-1952), Перец Маркиш (1895-1952) и Давид Гофштейн (1889-1952). На остальных 4 портретах - знаменитые писатели и поэты Шолом-Алейхем, Осип Мандельштам, Борис Пастернак и Давид Бергельсон.

## Гражданская позиция
Не является членом Национального Союза художников. Своё отношение к официально-номенклатурной системе выразил таким словами: 
Я увидел всю существующую там градацию поклонов и рукопожатий. Никого не хочу обидеть, но душа квантово не разделяется — если ты отдал, то изволь отдать всё.
Принимал активное участие в протестных акциях во время Оранжевой революции 2004 года и Евромайдана 2013-2014 гг.